# 北京市通州区民政局
39°52′17″N 116°40′53″E / 39.87127°N 116.68145°E
北京市通州区民政局是北京市通州区人民政府的一个部门。

## 领导
2021年2月，本机构的领导为：
- 于立东：区委社会工委书记、区民政局局长。工作分工：主持区委社会工委区民政局全面工作
- 李宗秀：区委社会工委副书记。工作分工：协助书记负责区委社会工委工作,负责组织党建、劳资人事、廉政、干部、宣传、教育、群团、卫生、统战、精神文明、信息化、信访、维稳、综治、财务、审计等工作； 分管综合办公室、计划财务科
- 王彤：工委委员、副局长。工作分工：负责统筹推进、督促指导、监督管理养老服务工作，落实养老服务体系建设政策、法规、标准和规划等。落实儿童收养登记、儿童福利和未成年人保护工作的发展规划和政策措施等。落实社会福利事业发展规划和政策措施。落实社会福利机构的管理规范、行业标准等。承担由本区民政部门管理的退休退职人员的服务管理工作
- 王章兴：工委委员、副局长。工作分工：负责社会组织、社区党建、社会工作人才队伍建设等工作和区社会建设工作领导小组办公室具体工作；分管社会组织工作科、社会建设综合科
- 周庭桂：工委委员、副局长。工作分工：负责基层政权建设、社区建设、行政区划等工作；分管基层政权和社区工作管理科、社区服务中心
- 赵海燕：工委委员、副局长。工作分工：负责落实社会救助方面的政策，建立完善本区社会 救助体系。监督、实施城乡居民最低生活保障、特困人员救助供养和低收入家庭救助制度。负责落实促进慈善事业发展的政策、规划。落实公开募捐管理、信息公开、慈善信托备案管理等管理制度，对慈善组织的慈善活动进行监督等
- 姜海龙：副局长。工作分工：负责拟定本区殡葬事业发展规划和婚姻登记管理政策并组织实施等。负责民政系统安全生产相关工作。负责见义勇为相关工作。 负责机关推进依法行政综合工作。负责行政执法工作的监督、指导和协调等。 负责研究社会建设方面的重大理论和现实问题。负责社会建设方面的重点课题调研等。 负责行政审批制度改革工作。研究制定行政审批事项办理流程、质量标准及工作规范并组织实施等。负责政务服务工作
- 吴立华：工会主席。工作分工：负责机关党委常务工作、负责全局工会工作。负责研究本区征超转人员补助经费的标准和具体管理办法，并进行监督检查和组织实施；严格按照国家政策规定接受征地超转人员，管理、发放征地超转人员各项经费；编制补助经费预算；指导街乡镇做好征地超转工作

## 机构设置
2021年2月，本机构下设：
- 计划财务和审计科
- 社会事务工作科
- 社会组织工作科
- 基层政权和社区工作管理科
- 社会建设综合科
- 社会救助管理科
- 社会福利综合科
- 法制和行政审批科
- 综合办公室
- 北京市通州区社会福利院
- 北京市通州区征地超转办公室
- 北京市通州区社区服务中心
- 北京市通州区殡仪馆
- 北京市通州区福利彩票发行中心
- 北京市通州区接受救灾捐赠事务管理中心
- 北京市通州区惠灵山陵园管理中心